# Ecnomus apiculatus
Ecnomus apiculatus is een schietmot uit de familie Ecnomidae. De soort komt voor in het Australaziatisch gebied.